# Liga Šibenskog nogometnog saveza 1978./79.
Liga Šibenskog nogometnog saveza, također pod nazivima Liga NSO Šibenik, Prvenstvo Šibenskog nogometnog saveza, Šibenska nogometna liga, Općinska liga Šibenik za sezonu 1978./79. je bila liga petog stupnja nogometnog prvenstva Jugoslavije. 
 
Sudjelovalo je 9 klubova, a prvak je bio "Rudar" iz Siverića. 

## Ljestvica
| mj. | klub             | ut. | pob. | ner. | por. | gol+ | gol- | bod |
| --- | ---------------- | --- | ---- | ---- | ---- | ---- | ---- | --- |
| 1.  | Rudar Siverić    | 16  |      |      |      |      |      | 26  |
| 2.  | DOŠK Drniš       | 16  |      |      |      |      |      | 22  |
| 3.  | Borac Gračac     | 16  |      |      |      |      |      | 16  |
| 4.  | Aluminij Lozovac | 16  |      |      |      |      |      | 14  |
| 5.  | Vodice           | 16  |      |      |      |      |      | 14  |
| 6.  | Polet Zablaće    | 16  |      |      |      |      |      | 14  |
| 7.  | SOŠK Skradin     | 16  |      |      |      |      |      | 12  |
| 8.  | Kričke           | 16  |      |      |      |      |      | 11  |
| 9.  | Razvitak Unešić  | 16  |      |      |      |      |      | 9   |

- Zablaće – danas dio naselja Šibenik

## Rezultatska križaljka
| kratica | klub             | ALU | BOR | DOŠK | KRI | POL | RAZ | RUD | SOŠK | VOD |
| --- | ---------------- | --- | --- | ---- | --- | --- | --- | --- | ---- | --- |
| ALU | Aluminij Lozovac |     |     |      |     |     |     |     |      |     |
| BOR | Borac Gračac     |     |     |      |     |     |     |     |      |     |
| DOŠK | DOŠK Drniš       |     |     |      |     |     | 1:4 |     |      |     |
| KRI | Kričke           |     |     |      |     |     |     |     |      |     |
| POL | Polet Zablaće    |     |     |      |     |     |     |     |      |     |
| RAZ | Razvitak Unešić  |     |     |      |     |     |     |     |      |     |
| RUD | Rudar Siverić    |     |     |      | 3:0 |     |     |     |      |     |
| SOŠK | SOŠK Skradin     |     | 1:2 |      |     |     |     |     |      |     |
| VOD | Vodice           |     |     |      |     | 4:1 |     |     |      |     |
| |                  |     |     |      |     |     |     |     |      |     |
| podebljan rezultat - utakmice od 1. do 9. kola (1. utakmica između klubova) rezultat normalne debljine - utakmice od 10. do 18. kola (2. utakmica između klubova) rezultat nakošen - nije vidljiv redoslijed odigravanja međusobnih utakmica iz dostupnih izvora rezultat nakošen i smanjen * - iz dostupnih izvora nije uočljiv domaćin susreta prekrižen rezultat - poništena ili brisana utakmica p - utakmica prekinuta 3:0 p.f. / 0:3 p.f. - rezultat 3:0 bez borbe n.i. - utakmica nije igrana |                  |     |     |      |     |     |     |     |      |     |

 Izvori:

## Unutarnje poveznice
- Dalmatinska liga 1978./79.
- Međuopćinska liga Split – Makarska 1978./79.
- 1. općinska liga Zadar 1978./79.

## Vanjske poveznice
- knjiznica-sibenik.hr -  Gradska knjižnica "Juraj Šižgorić" Šibenik